# Aldești, Arad
Aldești maghiară Áldófalva este un sat în comuna Bârsa din județul Arad, Crișana, România. La recensământul din 2002 avea o populație de 548 locuitori.